# 阿嬰
《阿嬰》是一部1990年的臺灣古裝劇情懸疑驚悚電影，由邱剛健導演，王祖賢、黃耀明以及單立文領銜主演，改編自蔡康永的同名小說。該片的臺灣原版時長136分鐘，是一部「羅生門」式的實驗電影。香港剪輯版片名作《聖女的慾望》，只有96分鐘，對白經過重配，劇情也有所改動，再加插新的演員和情慾場面，被分為三級片，相較原版實際上已經不是同一部影片。

## 劇情簡介
阿嬰年幼時，母親緬哥因婚外情被處以騎木驢的酷刑而死，在她心中留下陰影，並年年去行刑之地祭拜母親。阿嬰的父親英明是衙門知縣，思想保守，一直對妻子當年不守婦道的行為耿耿於懷。阿嬰成年後，他將女兒許配給武擧封靑雲。靑雲為人虛偽高傲，表面正經冷酷，對美色不屑一顧，卻私下暗自偸窺。返娘家途中，二人於枯樹下歇息。時逢採花大盜雄艷經過，他將靑雲綁在樹榦上，又將阿嬰強暴。英明等不到二人到來，命暗戀阿嬰的都頭霍桑尋人。霍桑和捕快貫大綵找到事發地點卻見靑雲已死，並發現形跡可疑的胭脂水粉兜售販冼小劫。盤問下，小劫道是雄艷強姦了阿嬰再殺害了靑雲。隨後霍桑在豬欄找到阿嬰，阿嬰堅稱自己沒被姦汙，靑雲則是在保護她的時候被雄艷以劍刺死。最後英明找到雄艷，雄艷承認自己有姦汙阿嬰，但否認殺害靑雲。三人的口供均不相同，實情更加撲朔迷離。

## 演員
- 王祖賢 飾 阿嬰
- 單立文 飾 雄艷
- 高捷 飾 霍桑
- 黃耀明 飾 冼小劫
- 于寒 飾 封靑雲
- 柯一正 飾 英明
- 柯素雲 飾 阿嬰之母

## 製作
負責該片美術指導的葉錦添透露，因為自己對死亡題材很感興趣，所以希望王祖賢身上能表現出一種「鬼氣」。拍攝的街道上，門都被漆成黑色，人臉是白色或慘綠色，目的是為了營造王祖賢以鬼的視角看這個世界的情形。這也是葉錦添第一次參與製作古裝劇，為此他查閱了很多明朝服飾的資料，包括沈從文的《中國古代服飾研究》。但他有自己做過改動，比如將衣服質感做得較「硬」，髮型上也有很多突破。另據蔡康永所說，電影節奏非常緩慢，是導演邱剛健的意圖。

## 反響與解析
《阿嬰》的卡司陣容雖然都是當紅演員，但票房完全失敗。電影拍攝時的製作條件不好，有相當限制。導演就用風格化的方式去克服，成績不算美滿，但實驗性和開拓性依然可以帶來強烈的衝擊。該片向《羅生門》致敬，以靜態的影像風格塑造了一個風聲鶴唳的幽冥人間。《美與狂——邱剛健的戲劇·詩·電影》一書中講道：「幾不可相信這是一套中國人拍的電影，［……］表面是中國文化，骨子裡卻是日本文化。［……］《阿嬰》重構《羅生門》，說的卻是另一碼子的事。《羅生門》質疑『事實』、『眞相』是什麼；阿嬰卻將全副精神、畫面、空間、菲林，用來揭示東方傳統的不平等男女道德觀念。［……］整套電影可以說是『從一而終』地譴責那些偽君子，以及不平等的道德觀念。」

## 影音光碟
- DVD發行（臺灣原版）：豪客唱片（語言：國語；字幕：繁體中文）[11]
- VCD發行（臺灣原版）：豪客唱片（語言：國語；字幕：繁體中文）[12]
- VCD發行（香港剪輯版）：中國星集團（語言：粵語；字幕：英文、繁體中文）[13]

## 獎項
| 年份 | 頒獎典禮     | 獎項         | 名字   | 結果 | 來源   |
| ---- | ------------ | ------------ | ------ | ---- | ------ |
| 1991 | 第28屆金馬獎 | 最佳造型設計 | 張世宏 | 提名 | [ 14 ] |

## 外部連結
- 香港影庫上《阿嬰》的資料（繁體中文）
- 互联网电影数据库（IMDb）上《阿嬰》的资料（英文）